# Clash of Champions (2016)
Clash of Champions (2016) foi um evento de luta livre profissional produzido pela WWE e transmitido em formato pay-per-view e pelo WWE Network, que ocorreu em 25 de setembro de 2016 no Bankers Life Fieldhouse, em Indianapolis, Indiana e contou com a participação dos lutadores do Raw. Este foi o primeiro evento da cronologia do Clash of Champions, que substituiu o Night of Champions como o pay-per-view de setembro, além de ser o décimo evento de 2016 no calendário da WWE.

## Antes do evento
Clash of Champions teve combates de luta profissional de diferentes lutadores com rivalidades e histórias pré-determinadas, que se desenvolverão no Raw — programa de televisão da WWE, tal como no programa transmitido pelo WWE Network — Superstars. Os lutadores interpretaram um vilão ou um mocinho seguindo uma série de eventos para gerar tensão, culminando em várias lutas.
No SummerSlam, Finn Bálor se tornou no primeiro campeão universal da WWE ao derrotar Seth Rollins na final de um torneio. No entanto, ele foi forçado a abdicar o título no Raw da noite seguinte devido a uma lesão legítima no ombro durante o combate. Como resultado, um mini-torneio foi criado para coroar um novo campeão. Rollins, Kevin Owens, Big Cass e Roman Reigns venceram seus respectivos combates, avançando assim para a final. Na semana seguinte, os quatro se enfrentaram em uma luta fatal 4-way de eliminação para determinar o novo campeão, que Owens ganhou após Triple H atacar tanto Reigns como Rollins. No Raw de 5 de setembro, durante a celebração de Owens, a comissária do Raw Stephanie McMahon suspendeu Rollins por atacar o campeão, apenas para o gerente geral Mick Foley revogar a decisão na sequência, anunciando que Owens defenderia o Campeonato Universal contra Rollins no Clash of Champions. Mais tarde naquela mesma noite, Owens derrotou Sami Zayn e Reigns foi ao ringue para enfrentá-lo, enquanto que Chris Jericho apareceu para ajudar Owens. Mais uma vez Foley interveio e anunciou que caso Reigns derrotasse Owens no Raw da semana seguinte ele seria adicionado ao combate pelo título universal no Clash of Champions. No confronto entre os dois, Owens saiu vencedor após as interferências de Rollins e Rusev em momentos distintos. Deste modo, Rollins continuou como o único desafiante de Owens no Clash of Champions.
No SummerSlam, a New Day (Xavier Woods e Kofi Kingston) manteve o Campeonato de Duplas do Raw por desqualificação contra Luke Gallows e Karl Anderson depois de seu parceiro Big E retornar e atacar os desafiantes. No Raw de 5 de setembro, foi anunciado uma revanche pelo título no Clash of Champions.
No SummerSlam, Charlotte reconquistou o Campeonato Feminino do Raw depois de derrotar Sasha Banks. Durante o confronto, Banks sofreu uma lesão nas costas e foi anunciado que ela não poderia competir nas semanas seguintes. Entretanto, no Raw de 5 de setembro ela retornou e anunciou estava liberada para lutar no Clash of Champions, e portanto ela usaria sua cláusula de revanche no evento. No entanto, no Raw da semana seguinte Mick Foley marcou uma  luta triple threat entre Banks, Bayley e Dana Brooke para determinar o desafiante ao título feminino, que foi ganha por Banks, mantendo assim sua posição. Entretanto, na semana seguinte replays mostraram que houve uma dupla finalização entre Banks e Bayley, desde modo transformando o combate do Clash of Champions em uma luta triple threat.
No Raw de 12 de setembro, Sami Zayn foi o convidado de Chris Jericho em seu talk show, o Highlight Reel. Depois deles trocarem insultos, Jericho atacou Zayn com um telefone celular e um Codebreaker. Mais tarde, uma luta entre os dois foi marcada para o Clash of Champions.
No SummerSlam, o confronto entre Rusev e Roman Reigns pelo Campeonato dos Estados Unidos não foi realizado devido a um ataque de Reigns ao campeão antes do começo da luta. Três semanas mais tarde, no Raw de 12 de setembro, Rusev interferiu em um combate entre Reigns e Kevin Owens, distraindo-o e permitindo que Owens vencesse. Na semana seguinte, Reigns conseguiu uma revanche contra Rusev pelo Campeonato dos Estados Unidos no Clash of Champions.
A série melhor de sete lutas entre Cesaro e Sheamus começou no SummerSlam. Sheamus venceu as três primeiras primeiras lutas, que aconteceram no SummerSlam e nos episódios do Raw de 29 de agosto e 5 de setembro, respectivamente. Já os três confrontos seguintes, que ocorreram em um evento não-televisionado em 7 de setembro e nos episódios do Raw de 12 e 19 de setembro foram vencidos por Cesaro, empatando a série em 3 a 3. A última luta da série foi marcada para o Clash of Champions.
Em 14 de setembro, T.J. Perkins venceu o Cruiserweight Classic e tornou-se no primeiro campeão dos pesos-médios ao derrotar Gran Metalik na final. No Raw de 19 de setembro, Brian Kendrick derrotou Metalik, Cedric Alexander e Rich Swann em uma luta fatal 4-way para se tornar no desafiante ao título no Clash of Champions.
No Raw de 12 de setembro, uma luta entre Alicia Fox e Nia Jax terminou quando Jax jogou Fox na barreira de proteção do lado de fora do ringue. Na semana seguinte, uma revanche foi marcada para o pré-show do Clash of Champions.

## Resultados
| Nº                                          | Resultados                                                                                       | Estipulações                                              | Tempo |
| ------------------------------------------- | ------------------------------------------------------------------------------------------------ | --------------------------------------------------------- | ----- |
| Pré- show                                   | Nia Jax derrotou Alicia Fox                                                                      | Luta individual                                           | 4:55  |
| 1                                           | The New Day (Big E e Kofi Kingston) (com Xavier Woods) (c) derrotou Luke Gallows e Karl Anderson | Luta de duplas pelo Campeonato de Duplas do Raw           | 6:45  |
| 2                                           | T.J. Perkins (c) derrotou Brian Kendrick por submissão                                           | Luta individual pelo Campeonato dos Pesos-Médios da WWE   | 10:31 |
| 3                                           | Cesaro vs. Sheamus acabou sem vencedor                                                           | Luta individual; sétima luta de uma série melhor de sete. | 16:36 |
| 4                                           | Chris Jericho derrotou Sami Zayn                                                                 | Luta individual                                           | 15:22 |
| 5                                           | Charlotte (c) (com Dana Brooke) derrotou Bayley e Sasha Banks                                    | Luta triple threat pelo Campeonato Feminino do Raw        | 15:28 |
| 6                                           | Roman Reigns derrotou Rusev (c) (com Lana)                                                       | Luta individual pelo Campeonato dos Estados Unidos da WWE | 17:07 |
| 7                                           | Kevin Owens (c) derrotou Seth Rollins                                                            | Luta individual pelo Campeonato Universal da WWE          | 25:07 |
| (c) – Refere-se aos campeões antes da luta. |                                                                                                  |                                                           |       |